# Maria Guida
Maria Guida, italijanska atletinja, * 23. januar 1966, Vico Equense, Italija.
Nastopila je na poletnih olimpijskih igrah leta 1996, ko je izpadla v prvem krogu teka na 10000 m. Na evropskih prvenstvih je osvojila naslov prvakinje v maratonu leta 2002. Leta 2001 je osvojila Rimski maraton.